# پیتر کامبر
پیتر کامبر (به انگلیسی: Peter Cambor) بازیگر آمریکایی و متولد ۲۸ سپتامبر ۱۹۷۸ است. او در فیلم ساقدوش بازی کرده است